# Hans Huber (juriste)
Pour les articles homonymes, voir Hans Huber.
Hans Huber, né le 24 mai 1901 à Saint-Gall et mort le 13 novembre 1987 à Muri bei Bern est un juriste, professeur de droit et juge fédéral suisse.

## Biographie
Fils de Johannes Huber, un marchand de textile, Hans Huber, après avoir obtenu sa maturité à l'école cantonale de Saint-Gall, étudie le droit aux universités de Zurich et de Berne. En 1926, il achève son doctorat auprès de Walther Burckhardt. La même année, il passe l'examen du barreau de Zurich. Huber travaille d'abord comme avocat à Zurich. En 1929, il est nommé secrétaire du Tribunal fédéral, affecté à la 1re division civile. Lors de la session de mars de l'Assemblée fédérale en 1934, il est élu juge fédéral. En 1946  Huber obtient la chaire de droit administratif et international de l'Université de Berne, qu'il conserve jusqu'à sa retraite en 1970. Durant l'année académique 1960-1961, Hans Huber est recteur de l'Université.
Hans Huber a élargi la réflexion relative au droit constitutionnel en tenant compte des connaissances des sciences sociales, des sciences politiques, de l'histoire et d'autres sciences.

## Distinctions
En 1978, il reçoit le prix de la culture de la ville de Saint-Gall et des doctorats honoris causa des universités de Bonn et de Genève. 

## Vie privée
En 1937, Huber épouse Elly Künzler, fille du marchand de broderie Hermann Walter Künzler. 
Politiquement, Hans Huber s'est engagé dans la Jeunesse libérale suisse. 